# Rudolf Hrušínský
Rudolf Hrušínský (Nová Včelnice, 17 octobre 1920 - Prague, 14 avril 1994) est un acteur tchèque.

## Biographie
Né dans une famille de comédiens à Nová Včelnice, dans la région de Jindřichův Hradec, Rudolf Hrušínský joue dès son enfance dans des pièces de théâtre mineures, avant de devenir un acteur célèbre, qui apparaît dans de nombreux films de l'époque communiste. Il est membre de 1935 à 1940 du Théâtre Akropolis.
Il est particulièrement connu pour ses interprétations du brave soldat Chvéïk, en 1956 et 1957, mises en scène par Karel Steklý.

## Filmographie
- 1939 : Věra Lukášová
- 1939 : Cesta do hlubin študákovy duše
- 1941 : Turbina de Otakar Vávra
- 1944 : Jarní píseň (acteur et réalisateur)
- 1946 : Pancho se žení (acteur et réalisateur) : Pancho et le père de Pedro
- 1954 : Jan Hus
- 1955 : Větrná hora de Jiří Sequens : Alois Pohanka
- 1957 : Dobrý voják Svejk de Karel Steklý
- 1960 : Quand le diable s'en mêle (Kam čert nemůže) de Zdeněk Podskalský : Dr Wagner
- 1967 : Rozmarné léto
- 1968 : L'Incinérateur de cadavres (Spalovač mrtvol)
- 1969 : Alouettes, le fil à la patte
- 1977 : Adèle n'a pas encore dîné (Adéla ještě nevečeřela)
- 1978 : Ball Lightning (Kulový Blesk)
- 1979 : Lásky mezi kapkami deště
- 1980 : Postřižiny
- 1981 : Pozor, vizita!
- 1981 : Tajemství hradu v Karpatech
- 1983 : Slavnosti sněženek
- 1983 : Tři veteráni
- 1984 : Rozpuštěný a vypuštěný
- 1985 : Mon cher petit village (Vesničko má středisková)
- 1986 : Smrt krásných srnců
- 1991 : Obecná škola
- 1992 : La Mafia 6